# Присоје (Фоча-Устиколина)
Присоје је насељено мјесто у општини Фоча, Федерација Босне и Херцеговине, Босна и Херцеговина.

## Становништво
|         | 2013.       | 1991.         | 1981.         | 1971.         |
| Укупно  | 13 (100,0%) | 179 (100,0%)  | 228 (100,0%)  | 250 (100,0%)  |
| Бошњаци | 11 (84,62%) | 158 (88,27%)1 | 180 (78,95%)1 | 199 (79,60%)1 |
| Срби    | 2 (15,38%)  | 21 (11,73%)   | 47 (20,61%)   | 51 (20,40%)   |
| Хрвати  | –           | –             | 1 (0,439%)    | –             |

1. 1 На пописима од 1971. до 1991. Бошњаци су пописивани углавном као Муслимани.